# Friedrich-Wilhelm Hauck
Friedrich-Wilhelm Hauck (10 de janeiro de 1897 - 15 de abril de 1979) foi um oficial alemão que serviu no Deutsches Heer durante a Segunda Guerra Mundial. Foi condecorado com a Cruz de Cavaleiro da Cruz de Ferro.

## Condecorações
| Nome                                                                | Data                |
| ------------------------------------------------------------------- | ------------------- |
| Cruz de Ferro (1914) 2ª Classe                                      |                     |
| Cruz de Ferro (1914) 1ª Classe                                      |                     |
| Distintivo de Feridos (1914) em Preto                               |                     |
| Cruz de Honra da Guerra Mundial 1914/1918                           |                     |
| Cruz de Ferro (1939) 2ª Classe                                      |                     |
| Cruz de Ferro (1939) 1ª Classe                                      |                     |
| Cruz de Mérito de Guerra com Espadas 2ª Classe                      |                     |
| Cruz de Mérito de Guerra com Espadas 1ª Classe                      |                     |
| Medalha da Frente Oriental                                          |                     |
| Escudo da Crimeia                                                   |                     |
| Cruz Germânica em Prata                                             | 6 de julho de 1942  |
| Condecoração por longo tempo de serviço na Wehrmacht 4ª a 1ª Classe |                     |
| Cruz de Cavaleiro da Cruz de Ferro                                  | 11 de junho de 1944 |